# آنیو
آنیو (به فرانسوی: Annéot) یک کمون در فرانسه است که در یون (فرانسه) واقع شده‌است. آنیو ۶٫۱۳ کیلومتر مربع مساحت دارد.